# 화이트보드

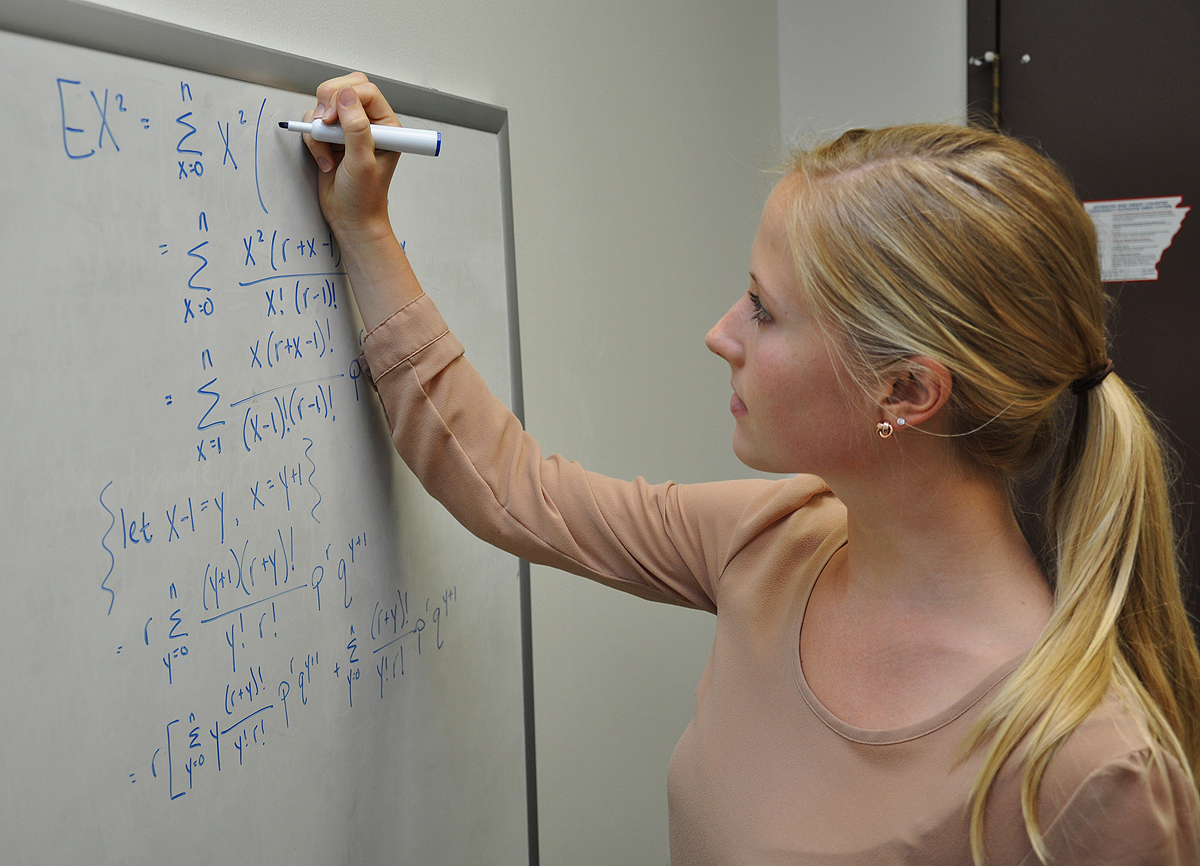
연구원이 화이트보드에 무언가를 쓰고 있다.

화이트보드(영어: whiteboard)는 비영구적인 표기를 위해 보통은 흰 표면을 갖추고 있는 윤기가 있는 보드이다. 마커 보드(marker board), 와이프 보드(wipe board), 펜보드(pen-board)라고도 한다. 화이트보드는 칠판과 비슷하지만 표면이 더 부드러우므로 표면에 빠른 표기와 삭제를 가능케 한다.
칠판(blackboard)의 반대말.

## 역사
앨버트 스톨리온(Albert Stallion)은 1960년대에 얼라이언스(Alliance)에서 일하는 동안 화이트보드를 발명하였다. 얼라이언스(현재의 폴리비전)는 합판(architectural cladding)을 위해 에나멜강을 생산하였으나 스톨리온은 잠재적으로는 이를 기록용 표면으로 사용할 수 있겠다고 생각했다. 스톨리온은 나중에 얼라이언스를 떠나 자신만의 화이트보드 생산 기업 MagiBoards를 설립하였다.
화이트보드는 1960년대 초에 상용화되었으나 40년이 지나도록 널리 사용되지는 못했다. 초기의 화이트보드는 젖은 천으로 닦아내야 했고, 보드를 지웠음에도 불구하고 표기가 그대로 남아있는 문제가 있었다. 화이트보드를 위한 고체형 지우개 마커(Dry-erase marker)는 1975년에 발명되었다.
1990년대 초에 화이트보드는 비즈니스에 흔히 쓰이기 시작했다. 어린이들에게 먼지 알레르기를 유발시키는 건강 문제, 분필 분진의 컴퓨터 손상 가능성에 대한 걱정으로 인하여 1990년대에는 교실에 일반화되었다. 1990년대 말에 미국의 교실 중 약 21%가 칠판에서 화이트보드로 변경되었다.

## 같이 보기
- 칠판
- 대화형 화이트보드